# Lenka Šmerdová
Lenka Šmerdová (* 20. května 1964 Slavičín) je česká brigádní generálka armády České republiky, jako první žena této hodnosti v české armádě. Předtím se už stala také první ženou české armády v hodnosti plukovnice.

## Raná léta a vzdělání
Narodila se 20. května 1964 ve Slavičíně jako Lenka Mendlíková. V mládí byla členkou dobrovolných hasičů, věnovala se požárnímu sportu, běhala orientační závody. Absolvovala nejprve civilní střední ekonomickou školu. Při nástupu do armády absolvovala roční studium vojenské školy pro spojařky protivzdušné obrany. V druhé půli 80. let 20. století vystudovala Vojenskou politickou akademii Klementa Gottwalda, pozdější Vysokou vojenskou pedagogickou školu v Bratislavě, kterou absolvovala v roce 1990. Poté v roce 2002 absolvovala kurz personalistiky a managementu na Vysoké vojenské škole pozemního vojska ve Vyškově.

## Profesní kariéra
Do armády vstoupila v roce 1984. Po úvodním studiu nastoupila ke spojovacímu pluku do Staré Boleslavi. Do roku 1986 působila jako pomocnice náčelníka personální skupiny pluku, poté se do roku 1990 věnovala studiu, po jehož ukončení byla krátce starší důstojnicí školní roty. V letech 1991–1994 byla mimo službu na mateřské a rodičovské dovolené. Poté byla dva roky důstojnicí školní jednotky. Od roku 1996 nastoupila kariéru personalistky, do konce století byla důstojnicí a nakonec náčelnicí osobní skupiny. Jako vedoucí starší důstojnice působila v letech 2000–2002 coby specialistka centra personálního marketingu a následně zástupkyně náčelníka oddělení rekrutací.
Po absolvování druhého studia působila krátce jako náčelnice oddělení rekrutací a výběru a v letech 2003–2006 jako náčelnice oddělení personálního marketingu. Poté byla do roku 2010 ředitelkou odboru náboru. V prosinci 2008 byla jako první žena v české armádě povýšena na plukovnici. V letech 2010–2013 byla ředitelkou odboru doplňování vojenského personálu a poté do roku 2017 náčelnicí odboru doplňování personálu. Od 1. dubna 2017 se stala poradkyní náčelníka generálního štábu AČR pro oblast náboru a genderu. Dne 8. května 2017 ji prezident Zeman povýšil na brigádní generálku.
Stala se předsedkyní výboru Vojenského fondu solidarity.

## Vyznamenání a ocenění
- 2012 – Záslužný kříž ministra obrany České republiky III. stupně[2]
- 2016 – Záslužný kříž ministra obrany České republiky II. stupně[2]
- 2018 – ocenění Lady Pro 2018[10]

## Osobní život
Je vdaná a má syna. Po téměř 40 letech služby u Armády České republiky přešla brig. gen. Mgr. Lenka Šmerdová do zálohy a nyní (rok 2024) pracuje pro Český červený kříž jako manažerka pro strategická partnerství a filantropii.